# Waldneukirchen
Waldneukirchen är en ort och kommun i Österrike. Den ligger i distriktet Steyr-Land i förbundslandet Oberösterreich, 160 kilometer väster om huvudstaden Wien. 
Kommunen består av sju orter (Ortschaften) (inom parentes invånarantal 1 januari 2024):

- Eggmair (167)
- Furtberg (13)
- Großmengersdorf (86)
- Pesendorf (203)
- Sankt Nikola (331)
- Steinersdorf (239)
- Waldneukirchen (1 177)